# Santo Antônio (Crateús)
Santo Antônio é um distrito do município brasileiro de Crateús, no interior do estado do Ceará. Segundo o censo demográfico de 2022, realizado pelo Instituto Brasileiro de Geografia e Estatística (IBGE), sua população era de 3 713 habitantes e havia 1 380 domicílios particulares permanentes ocupados. Foi criado antes de 1955.
De acordo com o IBGE, em 2010 a população era de 4 363 habitantes e havia 1 628 domicílios particulares.